# Арея-ди-Бараунас
Арея-ди-Бараунас (порт. Areia de Baraúnas) — муниципалитет в Бразилии, входит в штат Параиба. Составная часть мезорегиона Сертан штата Параиба. Входит в экономико-статистический микрорегион Патус. Население составляет 2340 человек на 2006 год. Занимает площадь 96,342 км². Плотность населения — 24,3 чел./км².

## Статистика
- Валовой внутренний продукт на 2003 год составляет 4 061 326,00 реалов (данные: Бразильский институт географии и статистики).
- Валовой внутренний продукт на душу населения на 2003 год составляет 1819,59 реалов (данные: Бразильский институт географии и статистики).
- Индекс развития человеческого потенциала на 2000 год составляет 0,571 (данные: Программа развития ООН).